# İbrahim Bölükbaşı
İbrahim Bölükbaşı (1 de diciembre de 1990) es un deportista turco que compite en judo adaptado. Ganó una medalla de oro en los Juegos Paralímpicos de París 2024, en la categoría de +90 kg (clase J2).

## Palmarés internacional
| Juegos Paralímpicos | Juegos Paralímpicos | Juegos Paralímpicos | Juegos Paralímpicos |
| Año                 | Lugar               | Medalla             | Categoría           |
| ------------------- | ------------------- | ------------------- | ------------------- |
| 2024                | París (Francia)     | Medalla de oro      | +90 kg J2           |